# Юрьевец (Павловский район)
Ю́рьевец — деревня в Павловском районе Нижегородской области. Входит в состав Варежского сельсовета.

## География
Расположена в лесной местности на северо-востоке Мещерской низменности на первой надпойменной террасе реки Оки, при впадении в реку Кузома её притока р.Ружа.

## История
В писцовых книгах 1628-29 годов деревня впервые упоминается как записанная за бояриным Иваном Никитичем Романовым, в ней было 10 дворов крестьянских, 4 бобыльских и 12 пустых (жители их сбежали в 1627 году).
В конце XIX — начале XX века деревня входила в состав Варежской волости Муромского уезда Владимирской губернии, с 1926 года — в составе Арефинской волости. 
С 1929 года деревня являлась центром Юрьевецкого сельсовета Павловского района Горьковского края, с 1931 года — в составе Большечирьевского сельсовета, с 1936 года — в составе Горьковской области, с 1952 года — в составе Варежского сельсовета.

## Население
| 1859 | 1905 | 1926 | 2002 | 2010 |
| ---- | ---- | ---- | ---- | ---- |
| 435  | ↘423 | ↗463 | ↘56  | ↘53  |

### Историческая численность населения
В 1859 году в деревне числилось 61 дворов, в 1905 году — 60 дворов, в 1926 году — 96 дворов.

## Известные уроженцы, жители
- Тюрев, Михаил Александрович  (1928—2007) — советский хозяйственный, государственный и политический деятель.

## Инфраструктура
Личное подсобное хозяйство с зоной сельскохозяйственного использования, индивидуальная застройка усадебного типа.
Основа экономики — сельское хозяйство.

## Транспорт
Деревня доступна автотранспортом. Ближайшая остановка общественного транспорта «Лохани» находится примерно в 750 метрах. 